# Laines-aux-Bois
Laines-aux-Bois é uma comuna francesa na região administrativa de Grande Leste, no departamento de Aube. Estende-se por uma área de 16,43 km². Em 2010 a comuna tinha 540 habitantes (densidade: 32,9 hab./km²).